# Шошана Афројим
Шошана Афројим (рођена Сузана Шилер; 1. септембар 1927 — 9. децембар 2015 ) је била аустријска сликарка из периода модернизма. Шошана је била уметница са пуним радним временом и често је путовала, излажући своје радове у иностранству. Током својих путовања, портретисала је многе познате личности и њена уметност се развијала у различитим правцима. Њена уметничка дела из раног периода била су углавном натуралистичке природе, приказујући пејзаже и портрете. Касније се њен стил развио ка апстрактној уметности, под јаким утицајем азијске калиграфије.

## Живот

### Детињство
Шошана Афројим је рођена 1927. године као Сузана Шилер у Бечу, у Аустрији, у јеврејској породици средње класе. Њен млађи брат Максимилијан рођен је две године касније. Њен отац, Фриц Шилер, поседовао је фабрику дугмади за манжетне, а њена мајка, Маргарет Шилер, била је вајарка. Шошана је прво ишла у Валдорф школу Рудолфа Штајнера, али је убрзо прешла у алтернативну школу Шварцвалд. Почела је да слика и црта као веома млада. Њена мајка је подржавала Шошанину креативност и сакупљала њене радове. 

### Бег из Беча
Са једанаест година Шошана је била сведок анексије Аустрије. „Гледала сам Хитлеров тријумфални улазак у Беч. Добро се сећам како сам погледала кроз прозор (...) и видела како га је дочекала навијачка публика док се возио својим отвореним колима (. . . ). Охладила сам се и била сам ужасно уплашена." 
Породица је одлучила да напусти Аустрију. Фриц Шилер, који је рођен у Брну, имао је чешки пасош и први је напустио земљу. Маргарета, Шошана и Максимилијан су побегли у Швајцарску, затим у Париз, где их је сачекао Фриц и коначно су 1939. стигли у Лондон, где су остали две године. Шошана је похађала Нортвуд колеџ и 1940. године Политехничку школу у Челзију, где је имала часове сликања и цртања и учила о модном дизајну. Због бомбардовања, породица Шилер је скоро сваке ноћи морала да се склања у склоништа. Искуство је било веома стресно за Шошану. Свој стрес и емоције изражавала је цртежима. 

### Емиграција у Америку
Шошанин отац је побегао у Шпанију и преко Тангера стигао у Њујорк. Године 1941. успео је да добије изјаву под заклетвом за своју породицу и резервише три карте за С.С. Мадуру, последњи цивилни брод који ће напустити Европу. Године 1941, Шошана, њена мајка и њен брат стигли су на острво Елис, у Њујорку. Уписала је средњу школу Вашингтон Ирвинг и похађала часове сликања под вођством уметника Бејс Афројима, будућег тужиоца-жалиоца у предмету Афројим против Руска. 

### Путовање кроз Америку
Са 17 година путовала је против воље својих родитеља са Бејс Афројимом кроз Америку. Да би зарадили за живот током ових путовања, сликали су писце, музичаре, државнике и научнике као што су Томас Ман, Франц Верфел, , Бруно Валтер, Лав Фојхтвангер, Теодор Драјзер и Ханс Ајслер. 
Када је у мају 1945. у Сан Франциску отворена Конференција Уједињених нација о међународној организацији, пар је портретисао познате делегате, као што је заменик председника Националне комисије за планирање СССР-а Василиј Василевич Кузњецов. 
Године 1945. Шошана и Афројим су се венчали. 1946. године, њихово једино дете Амос рођено је у Њујорку. 

### Куба и прва велика изложба
Због Бејсових активности у Комунистичкој партији, пар је напустио САД и провео девет месеци на Куби, где је Шошана имала своју прву изложбу 1948. године у Circulo de Bellas Artes у Хавани.  Од тог времена користила је име „Шошана“, псеудоним који јој је дао Афројим, што значи „љиљан“ на хебрејском (по правопису је Шошана – שושנה). Након кратког боравка у САД, преселили су се у Европу и на крају у Израел.
Породица је била финансијски сиромашна и Шошана није желела да живи као традиционална домаћица. Развели су се 1950. уз обострани пристанак. Са сином се вратила у Беч 1951. 

### Беч и Париз

#### Повратак у Беч
Шошана се вратила у Беч са својим сином али на крају је дала Бејсу пуно старатељство.  Године 1951. уписује Универзитет примењених уметности у Бечу, а 1952. године Академију ликовних уметности у Бечу, где слика под руководством проф. Сергијуса Паусера, Алберта Париса Гитерслоха и проф. Херберта Бекла. Незадовољна академском уметничком праксом, преселила се у Париз, у Француској, 1952. године.

#### Париз
Након пресељења у Париз, Шошана је живела и радила у некадашњем атељеу Андре Дерена. На крају се преселила у други студио поред Константина Бранкушија.  Веома се зближила са уметником, за кога је говорила да је воли „као ћерку“.  Касније је живела у другом студију који је претходно био у власништву Пола Гогена. 
Шошана је имала финансијских проблема као уметница у Паризу. Описала је то као "горко-слатко време". Упознала се са уметницима Франтишеком Купком, Огистом Хербином, Осипом Задкином, Сезаром, Пињоном, Максом Ернстом, Ивом Клајном, Александром Колдером, Вифредом Ламом, Семом Френсисом, Жан-Полом Сартром, Афандијем и Марком Шагалом.  Алберта Ђакометија је сматрала једним од својих најбољих пријатеља.  Године 1953. Шошана је упознала циришког галеристу Макса Г. Болага, који је постао главни промотер њеног рада. 
У Паризу, Шошана је имала више изложби у галерији Андре Веја и Јесењем салону, Salon des Réalités Nouvelles и Мајском салону, где је први пут срела Пабла Пикаса. Позвао ју је да га посети у његовој вили у Валорију и нацртао њен портрет 1954. године. 

### Путовање по свету
Године 1956, Шошана је путовала кроз Азију. Организовала је себи позив кинеског Министарства културе да излаже у Пекингу  и на путу за Кину посетила је Индију, Тајланд, Камбоџу и Јапан, где се заинтересовала и инспирисала индијском филозофијом, хиндуизмом и будизмом. Била је импресионирана уметношћу калиграфије и научила је уметничке технике на пиринчаном папиру од будистичких монаха у Кјоту и кинеских сликара у Хангџоу. Уметност калиграфије постала је форма њеног сликарског стила. Године 1957. стигла је у Пекинг, где је њена изложба одржана у Царској палати. 
Године 1959. Шошана је путовала кроз Африку, где је урадила портрет Алберта Швајцера у Ламбаренеу , да би се на крају вратила у Париз. 
Исте године упознаје се са италијанским уметником Пином Галицијом.  Заједно су радили у Паризу и Алба дел Пијемонте, у Италији. У писму које је Галицио написао свом галеристи Оту и Хајкеу Ван де Лоу у Минхену, он је објавио да је „20 слика направљено у септембру 1959. у Паризу, заједно са Шошаном“, додајући „да су резултати застрашујући“. 
Преко Галиција, Шошана је ступила у контакт са групом Кобра, између осталих са Карелом Апелом и Асгером Јорном.  Али пошто је жена, нису је прихватили као пуноправног члана уметничке групе. 
Уместо тога, Шошана је започела сарадњу са галеријом О'Хана у Лондону, где је имала три изложбе 1959, 1960. и 1963.  Године 1962. имала је изложбу у Шатоу Грималди у Антибу. 

### Мексико
Године 1964. Шошана је отпутовала у Мексико живећи много месеци у Куернаваки,  познатом као „Град вечног пролећа“ и уточиште за многе уметнике и интелектуалце 1960-их.  Спријатељила се са мексичким уметницима као што су Руфино Тамајо, Сикеирос, Хосе Луис Куевас и Матијас Гериц. Године 1965. први пут је упознала Адолфа Готлиба и касније у Њујорку развили су дубоко пријатељство. Године 1966. одржана је изложба Шошаниних радова у Палати лепих уметности. 

### Друго путовање око света
Током свог другог путовања око света 1968. године, Шошана је посетила Јужна мора, Карибе, Тајланд, Бали, Аустралију, Индију, Сиким, Непал, Авганистан, Иран и Израел. Године 1969. Чогјал јој је поверио да слика портрете краља и краљице Сикима и исте године је постала члан Теозофског друштва. 
Године 1972. Шошана се преселила у Јерусалим, где је планирала четири изложбе у Галерији Старе Јафе. Али када је избио Јомкипурски рат, све је отказано. Шошана је напустила Израел и преселила се 1974. у Њујорк. 

### Њујорк
Од 1974. до 1985. живела је и радила у Њујорку. Пре него што се преселила у свој студио у Квинсу, одсела је у хотелу Челси на Менхетну, где је могла да плаћа кирију сликама.  Упознала је многе људе са њујоршке уметничке сцене, попут Марка Ротка, Франческа Клементеа, Џозефа Хиршхорна и њеног блиског пријатеља Адолфа Готлиба.  Упркос томе што је стекла међународну пажњу својим радом и често излагала, била је незадовољна својом животном ситуацијом и нелагодно се осећала у Њујорку.  У Беч се вратила 1985. године.

### Повратак у Беч
По повратку у Беч, наставила је да путује све док није морала да стане због здравствених проблема 2005. године. Након тога се преселила у старачки дом и наставила да слика. Умрла је 9. децембра 2015. године. Њен син, Амос, служи као њен менаџер и промотер. Аустријска национална библиотека је 2008. године преузела њену креативну имовину, која се састоји од рукописа, фотографија, писама, докумената итд. и ставила их на располагање јавности.

## Рад

### Ране године
У свом раном стваралаштву, Шошана повезује поједине елементе из традиције фовизма са компактним, херметичким погледом на амерички реализам и приметно је прожета духом младалачке безбрижности. 
Своје прве трајне уметничке утицаје Шошана је попримила у уметничкој школи у Њујорку, почевши од четрнаесте године. Пре него што је почела да ствара апстрактне слике раних 1950-их, сликала је у стилу живописног, архаизирајућег реализма - стил који се везује за политичку уметност у периоду око 1945. године, као мању прелазну фазу између ранијих и познатијих реализама 1930-их (Нова објективност, Верисмо, Прецизионизам, Магични реализам, итд.) и апстрактног сликарства 1950-их година.  Бомбардовања у Лондону изазвала су уметничке рефлексије у њеном цртежу. Њен учитељ у Њујорку и касније супруг Бејс Афројим, који је био посвећени комуниста, одвео ју је много дубље у наративну уметност и савремени соцреализам.  Афројим и Шошана су били веома укључени у политичке активистичке њујоршке уметничке кругове, који су се састојали углавном од европских имигранта. 
На својим путовањима са Бејс Афројимом кроз САД и касније Кубу, Израел и Европу, Шошана је сликала уличне пејзаже (нпр. Old Street in NY City, 1943, или Street in L.A, 1945), раднике у фабрици (нпр. серија My Sweatshop in New York, 1944), људе које је срела на путу (нпр. Two Black Youths, 1944, или Young Man with a Straw, 1945) и многе пејзаже. Осим тога, портретисала је многе уметнике и политичаре (нпр. Франца Верфела на мртвачкој постељи, 1945, или Ота Клемперера, 1945). Ови портрети одражавају критично интелектуално окружење, у које се уселио брачни пар Афројим.  Све приказане особе имају изразито меланхолични изглед и све су то или фронтални или тричетвртински портрети, који се у потпуности фокусирају на представљену особу. Из перспективе смелог соцреализма, тумачила је психологију европских имиграната у Лос Анђелесу и европских делегата на оснивачкој конференцији Уједињених нација у Сан Франциску.  Студије радничког миљеа Шошане, с друге стране, показују висок афинитет са познатим регионалистима и соцреалистима као што су Томас Харт Бентон, Грант Вуд, браћа Сојер или мексички муралисти Хозе Клементе Ороско и Дијего Ривера. 
Све до 1948. Шошана је остала верна компактном, живописном и експресивном соцреализму. На овим раним сликама, фигуре су грубо моделиране са неколико широких потеза четкицом без икаквих детаља; пејзажи природе и градски пејзажи се увек отварају посматрачу са благо уздигнуте тачке гледишта. Сцене се појављују углавном у неутралном светлу, без сенке ни кућа ни фигура, али ови пејзажи са засићеном применом боја одишу готово ведрим расположењем, што се може протумачити као одјек фовизма.  Шошанине слике европских алпских пејзажа, које је почела да ствара по повратку у Беч 1951. године, већ показују њене прве кораке у информализму. 

### Париз, Азија и уметност информализма
Када се Шошана преселила у Париз 1952. године, постала је део такозване Париске школе. 
Под утицајем интензивног контакта са другим уметницима из целог света, Шошана је свој стил из експресивног реализма претворила у енформел. Корак по корак елиминисала је предмет са својих слика и следила међународни уметнички жаргон тог времена након 1945.  Њене слике у Паризу повезују се са апстрактним експресионизмом и стручњаци их упоређују са сликама Џексона Полока, Жоржа Матјеа и Ханса Хартунга. 
Од друге половине 1950-их, њена дела све више показују информелистичке карактеристике. Као и многи други уметници њеног времена, била је фасцинирана азијском калиграфском естетиком и филозофијом иза ње. Имала је много азијских пријатеља у Паризу (нпр Тобаши, Фуџино, Валас Тинг) и направила своје прве експерименте са калиграфским техникама.  Али одлучујући импулс за интензивно бављење проучавањем традиционалне далекоисточне уметности било је њено прво путовање у Азију 1957. године. Научила је да користи кинеско мастило на папиру и убрзо применила нову технику на својим уљеним сликама. 
Иако је велики део свог рада посветила апстрактној уметности, Шошана се никада није у потпуности одрекла репрезентативности и наставила је да преплиће повремене фигуре у своје слике. 

### Мексико и апстрактни надреализам
Многе Сошанине слике садрже надреалистичке мотиве, попут бесконачног хоризонта, проширене бескрајне просторе, у којима као да лебде мистериозни облици, маске или главе. Употреба надреалистичког језика је последица Шошаниних путовања у Мексико. Године 1960. први пут је посетила ту земљу, која је – због своје политичке антифашистичке позиције – у то време била посебно привлачна за уметнике и интелектуалце из Европе. 
Шошана је једна од оне „деце језика сликарства у Мексику“, „пинтора филомексикана“.  Целог живота имала је дубоку и магичну везу са земљом, што се огледа и у њеном раду. Слике које је креирала у Мексику или које подсећају на Мексико имају посебан карактер, држе се у типичном блиставом колориту и контрастима те земље.  Усавршила је технику коју је једном случајно развила у свом париском студију годинама раније, када је киша падала кроз стаклени кров који прокишњава на њене аквареле и осушила се, остављајући светле тачке са тамним ивицама. Шошана је почела да имитира овај ефекат са терпентином на својим уљеним сликама, резултат је била „нека врста сликања у обрнутом смеру“  која је подсећала на структуру течног кристала, како она себе описује: „Неки биохемичари кажу да моје слике личе на оно што видиш, кад погледаш у микроскоп“ 

### Усамљеност и бол
Усамљена фигура, тамна силуета или једна глава између дебелих шипки, окружена дивљим потезима унутар перспективе тунела – овакви мотиви пролазе као црвена нит кроз цело Шошанино дело и доделили су јој репутацију „Касандре платна“, пророчице пропасти, уметнице атомског доба, сликарке анксиозности и усамљености, болести и деменције, незапослености, бола и смрти." (Mainichi Shimbun, Јапан 1957.)

### Политички радови
Шошана је од детињства била озбиљно погођена политичким догађајима. Са 11 година гледала је Хитлера како маршира у Беч, касније је породица морала да побегне од нацистичког режима. Користила је сликање као излаз да се носи са овим трауматским догађајима, као на цртежу који је назвала „Хитлер као кловн“.  Теме као што су Хладни рат, Јомкипурски рат, атомско доба или тероризам могу се наћи изнова и изнова у њеном опусу. Када се вратила у Беч 1985. године, радила је на времену нацистичког режима и Холокауста. Током предизборне кампање Курта Валдхајма 1987/88, направила је серију слика и колажа, у које је уградила нацистичке пропагандне текстове.  Шошана је насликала и мотивске циклусе ратова у Југославији, напада на Светски трговински центар или рат у Ираку. 

### Касни рад
Реминисценције на раније серије радова и процес компресије могу се јасно уочити у Шошанином касном делу. 
Од 2000-их, њене слике добијају сасвим другачији карактер, структуре су тише, боје јасније, а форме једноставније. Мотиви понекад делују чак и детињасти и наивни, ове слике су мале загонетке пуне ироније и фантазије. 

### Радови (избор)
Комплетан преглед Шошаниних радова могу се пронаћи на званичном сајту. 
- 1944: Радници у њујоршкој радионици, уље на платну, 40,5 x 48 цм
- 1955: Уметници у Паризу, уље на платну, 73 x 100 цм
- 1957: Марокански Маракеш, уље на платну, 60 x 55 цм
- 1963: Кинески тигар, уље на платну, 96 x 162 цм
- 1972: Терориста у Минхену, уље на платну, 115 x 72 цм
- 1981: Дуга, уље на платну, 101 x 76 цм
- 1988: Концентрациони логор, акрил на платну, 116 x 74 цм
- 1990: Сећања на Мексико, уље на платну, 80 x 115 цм
- 1992: Корамсшар - Ирак, уље на платну, 75,5 x 115 цм
- 2004: Покрет V, Акрил на платну, 40 x 60 цм
- 2007: Живот, уље на платну, 60 x 40 цм

## Пријем

### Шошана у контексту аустријског модернизма
Шошана је радила на међународном нивоу у САД, Израелу, Француској, Мексику, Јужној Америци, Индији, Јапану, Кини, Африци итд. Због тога јој је углавном ускраћено признање у контексту аустријске уметности 20. века. Страна штампа је, парадоксално, увек доживљавала као аустријску сликарку.  Данас је често означавају као космополиту, путницу света, на чији рад утичу искуства са свих континената. 

### Шошанин положај жене у свету уметности
У Шошанино време уметничка каријера за жену никако није била подразумевана. Циљ издржавања сопственом уметничком продукцијом чинио се – не само за жене – готово немогућим, због чега су многе амбициозне уметнице завршиле практичну обуку у некој другој професији упоредо са својим уметничким школовањем. У већини случајева радило се о наставничком звању, којим су се бавиле у сферама уметности.  Али Шошана је изабрала свој самосталан, самоопредељен и еманципован начин, у ери у којој је законско спровођење једнаких права мушкараца и жена и једнаких могућности за рад у било којој професији било једноставно незамисливо. 
Добар пример колико је било тешко као уметници на тржишту је чињеница да ју је чак и револуционарна уметничка група попут Кобре, одбила да постане чланица из сексистичких разлога. А галериста њеног колеге Пиноа Галиција, са којим је направила многе слике, није желео да се потписује са Галицијом на истом делу.
Дуго времена, улога жене у уметности била је да буде инспиративна муза, а не да сама буде сликарка. Али Шошана је схватила да мора да развије свој индивидуални, јединствени имиџ уметника и веома добро је знала како да практикује успешно самоуправљање. Ширила је узбудљиве, мистериозне приче о свом животу и створила пропаганду око своје особе. Њени сусрети са Пикасом причали су се изнова и изнова – посебно прича када га је посетила у његовој вили у Валорису, да би била портретисана и при том одбила његов позив да остане код њега. Шошана је покушала да употреби Пикасово име како би привукла више пажње. Планирани наслов књиге никад завршеног аутобиографског романа односио би се на тај догађај: Девојка која је рекла Не Пикасу. 
Ипак, Шошана је касније врло често спомињала да је била растрзана између свог поноса што је рекла „не” и кајања, што није изабрала лакши и сигурнији пут на страни мушкараца. 

## Награде
- Март 2008: Аустријска пошта издала је пригодну марку „Шошана“ у серији „Модерна уметност у Аустрији“
- 2. септембар 2009: Златна награда за заслуге Покрајине Беч
- 27. мај 2010: Аустријски крст части за науку и уметност [59]

## Изложбе (избор)
- 1948: Circulo de Bellas Artes, Хавана
- 1957: Царска палата, Пекинг
- 1960: Музеј уметности, Сао Пауло
- 1961: Шошана, Музеј Пикасо, Антиби
- 1966: Национални музеј модерне уметности, Мексико Сити
- 1973: Галерија Стара Јафа, Израел
- 1976: Центар модерне уметности, Цирих
- 1982: Галерија Хоризонт, Њујорк
- 1997: Шошана-Ретроспектива, Палата Палфи, Беч
- 1998: Музеј Лентос, Линц, Аустрија
- 1999: Музеј Матис, Le Cateau-Cambrésis, Француска
- 2006: Представљање књиге, Јеврејски музеј, Беч
- 2007: Уметничка галерија Сидарта, Катманду, Непал; Галерија Агора, Њујорк; Позориште Гиватајим, Израел
- 2008: Културни центар Калил Сакакини, Рамала, Западна обала; Градско веће Лиме, Уметничка галерија Панчо Фијеро, Перу
- 2009: Музеј Универзитета Јешива, Њујорк; Народна банка Србије, Београд; УЦЛА Хилел музеј, Лос Анђелес
- 2012: Шошанина уметност, Беч; изложба поводом Шошаниног 85. рођендана
- 2013: Изложба у Уметничком центру Бахреинског националног музеја
- 2013: Аустријска национална библиотека, Беч: „Ноћ над Аустријом. Анексија 1938 – Бекство и протеривање“, групна изложба; 75 година после аустријског аншлуса нацистичкој Немачкој
- 2013: Изложба у Галицијском јеврејском музеју Краков, Пољска
- 2013: Национална библиотека Аустрије, Беч
- 2013: Галерија уметности Дубаји, УАЕ
- 2013: Ал-Бабтаин библиотека, Кувајт
- 2014: Галерија дел Понте Торино, Италија
- 2014: Галерија Сал, Беч
- 2015: Театар Нестројхоф/Хамаком, Беч
- 2015: Галерија Ленднине, Грац

## Музеји
- Албертина, Графичка збирка, Беч
- Музеј модерне уметности, Париз
- Музеј модерне уметности, Рим
- Музеј модерне уметности, Рио де Жанеиро
- Музеј модерне уметности, Сао Паоло
- Музеј модерне уметности, Мексико
- Музеј модерне уметности, Њу Делхи
- Музеј лепих уметности, Санта Фе
- Музеј Безалел, Јерусалим
- Израелски музеј, Јерусалим
- Музеј Хелене Рубинштајн, Тел Авив
- Јеврејски музеј, Њујорк
- Лео Бек Институт, Њујорк
- Њујоршка болница, Њујорк
- Стамфорд музеј, Конектикат
- Уметничка галерија Солсбери, Родезија
- Универзитет Фарлај Дикенсон, Њу Џерси
- Хиршхорн музеј, Вашингтон, ДЦ
- Мусеј Матис, Ница
- Мусеј Пикасо, Антиби
- Петит Пале, Женева
- Нова Галерија, Линц, Аустрија
- Обербанк Беч

## Публикације
- Karin Jilek: Die Künstlerin Soshana "A broken childhood" (The artist Soshana - "A broken childhood")

- Lisa Bolyos, Katharina Morawek (eds.): Diktatorpuppe zerstört, Schaden gering. Kunst und Geschichtspolitik im Postnazismus

- - Birgit Prunner: Soshana. Das Malerische Oevre der 1950er und 1960er Jahre im Licht der internationalen Avantgarde, Diploma Thesis History of Art, University Vienna 2011
  - Amos Schueller, Angelica Bäumer (eds.): Soshana. Life and Work. Comprehensive monograph on Soshanas life and work, contributing authors: Matthias Boeckl, Afnan Al-Jaderi, Christian Kircher, Marlene Streeruwitz, Martina Pippal, Christian Kloyber et al., Bäumer, Angelica; Schueller, Amos (2010). Soshana: Leben und Werk Life and Work. Vienna, New York: Springer. ISBN 978-3-7091-0274-9.
  - Martina Gabriel, Amos Schueller (eds.): Soshana. An Overview of Soshana's Works, contributing authors: Peter Baum, Max Bollag, Walter Koschatzky, et al., Vienna 2005
  - Amos Schueller (ed.): Soshana. Paintings and Drawings 1945 – 1997, exhibition catalog of the Retrospective 1997, Palais Pallfy, Vienna 1997
  - United Artists Ltd. (ed.): Soshana, comprehensive illustrated book, contributing authors: Jean Cassou, Michel Georges-Michel, Waldemar George, Pierre Restany, Tel Aviv 1973
  - Fetz/ Fingernagel/ Leibnitz/ Petschar/ Pfundner (ed.): Night over Austria. The annexation 1938 -–Flight and Expulsion, Exhibitioncatalogue to Night over Austria. The annexation 1938 - Flight and Expulsion, at the Austrian National Library in Vienna, (7.3.-28.4.2013), Residenz Verlag, Vienna 2013

## Филм
Свуда сама. Уметница Шошана  (Документарни филм: 45 мин); режија и продукција: Вернер Милер. Заснован на Шошаниној биографији, снимљен у Бечу, Паризу, Мексику и Њујорку, филм одражава причу 20. века. Садржи интервјуе са самом уметницом, са пријатељима, познаницима и савременицима. Документарац о животу Шошане емитован је у децембру 2013. на 3Сат.

## Остало
- март 2008, представљање специјалне марке "Шошана" у серији "Модерна уметност у Аустрији"
- У септембру 2011. седам Шошаниних слика украдено је из приватне колекције у Бечу [61]
- Шошана је неколико година радила на својој аутобиографији са коаутором Тобијем Фалком. Никада није завршена нити објављена. Рукопис је у поседу њеног сина Амоса Шилера.